# Giv'at ha-Mešurjan
Giv'at ha-Mešurjan (hebrejsky גבעת המושרין‎) je pahorek o nadmořské výšce 222 metrů v severním Izraeli, v Horní Galileji.
Je situován cca 1 kilometr jihozápadně od vesnice Neve Ziv a 3 kilometry východně od obce Kabri. Má podobu nevýrazného zalesněného návrší, které je na severní straně ohraničeno mělkým údolím vádí Nachal Gula. Na jižní straně prochází dálnice číslo 89. Dál k jihu se nachází lom, který je zčásti zaplněn vodou, a pak údolí vádí Nachal Ga'aton.